# Saint-Côme-et-Maruéjols
Saint-Côme-et-Maruéjols là một xã ở tỉnh Gard. Xã này có diện tích 13,01 km², dân số năm 1999 là 570 người. Khu vực này có độ cao trung bình 52 mét trên mực nước biển.